# Acianthera malachantha
Acianthera malachantha es una especie de orquídea epifita originaria de Rio de Janeiro, Brasil.

## Descripción
Desde 2012 esta planta se clasifica en la Sección Arthrosia de Acianthera. Esta sección se caracteriza por las delicadas flores de las especies, casi translúcidas con una articulación en la base del labelo que encaja en la columna. Similar a Acianthera gracilis.

## Taxonomía
Acianthera malachantha fue descrita por (Rchb.f.) Pridgeon & M.W.Chase y publicado en Lindleyana 16(4): 244. 2001.
Etimología
Acianthera: nombre genérico que es una referencia a la posición de las anteras de algunas de sus especies.
malachantha: epíteto latino que significa "con flor delicada".
Sinonimia
- Arthrosia malachantha (Rchb.f.) Luer
- Humboltia malachantha (Rchb.f.) Kuntze
- Pleurothallis malachantha Rchb.f.
- Specklinia malachantha (Rchb.f.) Luer[4][5]